# 弗雷德麗鱂
弗雷德麗鱂，為輻鰭魚綱鯉齒目鰕鱂亞目鰕鱂科的其中一種，為熱帶淡水魚，分布於非洲獅子山淡水流域，體長可達4.3公分，棲息在溪流底中層水域，生活習性不明。

## 擴展閱讀
維基物種上的相關：弗雷德麗鱂